# Слобода-Носковецкая
Слобода-Носковецкая (укр. Слобода-Носковецька) — село на Украине, находится в Жмеринском районе Винницкой области.
Код КОАТУУ — 0521083006. Население по переписи 2001 года составляет 201 человек. Почтовый индекс — 23151. Телефонный код — 4332.
Занимает площадь 0,78 км².

## Адрес местного совета
23150, Винницкая область, Жмеринский р-н, с. Коростовцы